# 未来的冲击
《未来的冲击》（Future Shock）是美国未来学家阿尔文·托夫勒（Alvin Toffler）于1970年出版的一本书，由他与妻子阿德莱德·法瑞尔（Adelaide Farrell）共同撰写。书中，作者将“未来的冲击”定义为个人或整个社会在短时间内经历过多变化而产生的一种心理状态。这本书成为了国际畅销书，全球销量超过600万册，并被广泛翻译成多种语言。
这本书源自1965年夏季刊《地平线》杂志上的一篇文章《未来作为一种生活方式》。

## 主要主题

### 未来的冲击
阿尔文·托夫勒认为，社会正在经历一场巨大的结构性变革，即从工业社会向“超工业社会”的革命。他指出，这种变革使人们不知所措。他认为，技术和社会变革的加速使人们与外界脱节，并承受着“巨大的压力和迷失方向”——即未来的冲击。托夫勒表示，大多数社会问题实际上是未来冲击的症状。在讨论这种冲击的构成要素时，他推广了“信息过载”这一术语。
对信息过载现象的分析在后来的出版物中得以延续，尤其是《第三次浪潮》和《权力转移》。
在尼尔·波兹曼的书《良知的反对》中一篇题为《未来的冲击》的文章序言中，他写道：
大约在1963年中期，我的同事查尔斯·温加特纳和我在全国英语教师理事会的一次会议上共同发表了演讲。在那次演讲中，我们使用了“未来的冲击”这一短语来描述由快速技术变革引发的社会瘫痪。据我所知，温加特纳和我是第一批在公共场合使用这个词的人。当然，温加特纳和我都没有足够的智慧去写一本名为《未来的冲击》的书，而阿尔文·托夫勒的功劳在于，他识别出了一个好短语，并将其发扬光大。（第162页）

### 社会和生产的发展
阿尔文·托夫勒将社会和生产的发展分为三个阶段：农业阶段、工业阶段和后工业阶段。
每一个阶段都有其独特的“超级意识形态”来解释现实。这种意识形态影响着构成文明阶段的所有领域：技术、社会模式、信息模式和权力模式。
第一阶段始于新石器时代，农业的出现使人类从野蛮进入文明。大量人口成为“生产消费者”参与其中（种植自己的食物、打猎、建造房屋、制作衣物等）。人们通过交换自己生产的商品与他人的商品进行贸易。第二个阶段始于英国的工业革命，随着机器工具和蒸汽机的发明，人们开始在工厂工作，赚取可以用来购买商品的钱（这意味着他们是为交换而生产，而不是为了使用）。各国也创造了新的社会制度。第三个阶段始于20世纪下半叶的西方，当时人们发明了自动化生产、机器人和计算机。服务业获得了巨大的价值。
托夫勒提出了区分工业社会与后工业社会的一个标准，即农业人口占比与城市劳动力服务业占比。在后工业社会中，农业人口占比不超过15%，城市劳动力服务业占比超过50%。因此，在后工业社会中，脑力劳动人口占比大大超过体力劳动人口占比。
第三次浪潮引领了信息时代（即现在）。家庭成为主导机构。大多数人将生产和消费活动集中在自己的家中或电子小屋里，他们生产更多的自用产品和服务，市场对于他们来说变得不再那么重要。人们相互认为，作为生产消费者生成商品的供应商，他们是平等的。

### 对未来的恐惧

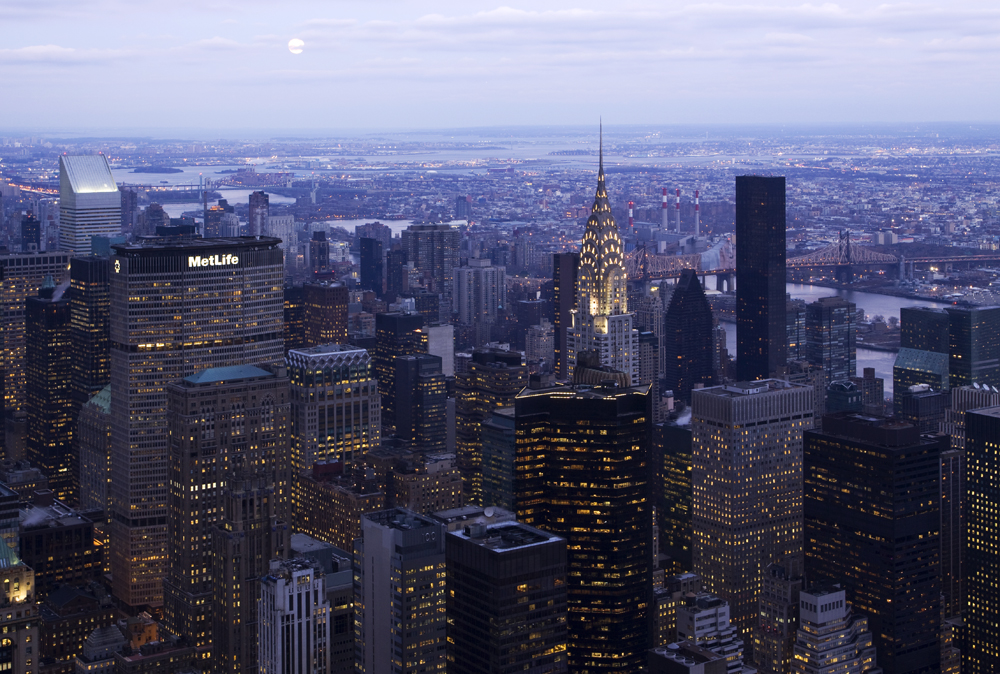
纽约市曼哈顿中城，美国最大的中央商务区

阿尔文·托夫勒的主要思想集中在现代人类（我们）对快速变化感到震惊这一观点上。例如，托夫勒的女儿去纽约购物，她找不到曾经存在的商店，因此，纽约成为一座失去历史的城市。

### 后工业社会的特征
- 由于大规模生产，手工修理或清洁的成本已经高于制造新产品的成本，许多商品都变成了一次性用品。一次性用品的例子包括圆珠笔、打火机、塑料瓶和纸巾。
- 发达国家商品和服务的总体产量每50年翻一番。社会经历着越来越多的变化，而且变化速度越来越快，而人们正在失去旧制度（宗教、家庭、民族认同、职业）曾经提供的熟悉感。
- “人才流失”，即人力资本外流，既是社会变迁的一个指标，也是社会变迁的原因之一。
- 商品设计更新换代的速度很快。（例如，第二代计算机在第一代计算机的预期使用期限结束之前就出现了。）
- 几乎所有东西（从梯子到婚纱）都可以租赁，从而无需拥有所有权。
- 整个行业的部门逐渐消亡，而新的行业部门则应运而生。这影响到那些没有技能的工人，他们被迫迁移以寻找新工作。市场的不断变化也给广告商带来问题，他们必须应对不断变化的目标群体。
- 后工业社会的人们经常更换职业和工作场所。人们不得不更换职业，因为许多职业很快就会过时。因此，后工业社会的人们一生中会从事很多职业。工程师的知识十年后就会过时。人们越来越倾向于寻找临时工作。
- 为了从事临时工作，人们变成了游牧民族。例如，来自阿尔及利亚、土耳其等国的移民前往欧洲寻找工作。流动人口被迫频繁更换住所、电话号码、学校、朋友、车牌和与家人的联系。因此，人与人之间的关系趋于表面化，与大多数人建立联系，而不是建立更加亲密、稳定的关系。旅游旅行和假日恋情就是这种现象的证据。
- 16岁获得的驾驶执照已成为青少年进入成人世界的门票，因为它象征着独立行动的能力。
- 永恒的消亡。后工业社会将以瞬时文化为标志，从商品到人际关系等一切都将是暂时的。

## 意义与反响
这本书在五年内销售量超过 600 万册，并被广泛翻译（截至 2003 年已被翻译成 20 种外语）。它被描述为“在出版数周内就成为国际畅销书”。 
1972 年，根据这本书拍摄的一部纪录片上映，奥森·威尔斯担任影片旁白。
中共中央政治局常委王沪宁在 1991 年撰写的游记《美国反对美国》中提到了这本书。